# Mission to Mars
Mission to Mars ist ein US-amerikanischer Science-Fiction-Film des Regisseurs Brian De Palma aus dem Jahr 2000 über einen bemannten Marsflug. Hauptdarsteller sind Gary Sinise, Tim Robbins, Don Cheadle und Connie Nielsen. De Palma wurde 2001 für diesen Film für die Goldene Himbeere in der Kategorie Schlechteste Regie nominiert. Bei einem Budget von 90 Millionen US-Dollar spielte der Film über 100 Millionen US-Dollar ein. Er startete am 11. Mai 2000 in den deutschen Kinos.

## Handlung
Im Jahr 2020 gelingt es einer Gruppe von vier Astronauten unter Leitung von Luke Graham, zum Mars zu fliegen und erfolgreich auf der Oberfläche des roten Planeten zu landen. Bei ihrer Erkundung der Cydonia-Region bemerken sie einen Berg, der unter seiner Oberfläche anscheinend aus Metall besteht. Als sie beginnen, die Radaruntersuchung des Berges aus der Nähe fortzusetzen, geht von dessen hellem Gipfel ein heftiger unnatürlicher Wirbelsturm aus und richtet sich mit seiner rüsselartigen Trombe gegen die Astronauten. Alle außer Luke sterben. Luke kehrt zur Basis zurück und sendet einen Hilferuf zur Erde. Dort wird eilig eine Rettungsmannschaft zusammengestellt, die hinterherreisen und nach Überlebenden suchen soll.
Mit an Bord auf dem beschwerlichen Rettungsflug sind Commander Woody Blake und seine Frau Terri, Kopilot Jim McConnell sowie der Techniker Phil Ohlmyer. Jim, der noch immer um seine verstorbene Frau Maggie trauert, wird gegen den Willen des Missionsdirektors Ramier Beck mitgeschickt, da er wie kein anderer die Beschaffenheit des Mars kennt.
Jim sieht sich noch einmal ein Video seiner Frau an, die darüber philosophiert, dass es die Bestimmung der Menschen sei, auf anderen Welten anderes Leben zu finden. Als die Crew danach das Landemanöver probt, durchschlägt ein „Meteoritensplitter“ die Hülle – und wie eine Gewehrkugel auch Ohlmyers Hand. Sauerstoff entweicht, der Innendruck des Raumschiffes sinkt. Mit vereinten Kräften können sie dieses Leck und einen weiteren Riss schließen, aber danach wird die Zeit bis zur Landung so knapp, dass sie weitere schwere Schäden an einer Kraftstoffleitung übersehen.
Als die Triebwerke zünden, gerät ausgetretener Treibstoff in Brand und es kommt zu einer schweren Explosion; das Schiff gerät außer Kontrolle und ist manövrierunfähig. Die Crew verlässt es und begibt sich in Raumanzügen ins All, um auf eine kleine orbitale Versorgungsstation umzusteigen. Commander Blake wird beim Anbringen des Verbindungsseils an das Modul durch seine zu hohe Annäherungsgeschwindigkeit abgetrieben und befiehlt den anderen, ihn zurückzulassen. Terri weigert sich und versucht, ihn trotzdem zu retten. Da Blake weiß, dass sie den Versuch nicht überleben würde, nimmt er seinen Helm ab und tötet sich so absichtlich selbst; Terri kann gerade noch zu den anderen beiden umkehren.
Den drei Verbliebenen gelingt eine kontrollierte Landung mit dem Versorgungsmodul auf dem roten Planeten, glücklicherweise sehr nahe am Basislager. Dort stellen sie fest, dass an der Unglücksstelle ein Strahlungssturm wütet, während nahe dem Modul drei Gräber angelegt wurden. Luke Graham hat als einziger der Ursprungscrew im Gewächshaus der Anlage überlebt. Er zeigt seinen Kollegen eine Aufnahme von einem monumentalen, metallisch glänzenden, liegenden Gesicht auf dem Mars, das vom Sturm an der Stelle des Berges freigelegt wurde. Er glaubt, nur deshalb mit dem Leben davongekommen zu sein, um das Rätsel lösen zu können, spielt ihnen Audiosignale vor, die das Gesicht ausstrahlt, und zeigt ihnen seine bis dahin erfolglosen Deutungsversuche.
Die Astronauten erkennen gemeinsam, dass die Audiosignale eine grafische, aber unvollständige Darstellung eines DNA-Strangs ergeben. Sie fügen – als Antwort auf das Rätsel – der Sequenz das fehlende „Chromosomenpaar“ hinzu und übertragen die Signale. Das Gesichtsmonument öffnet sich und offenbart ein technologisch hochentwickeltes Inneres. Jim, Luke und Terri stoßen auf eine holografische Aufzeichnung eines außerirdischen Wesens, das ihnen die gemeinsame Geschichte ihrer Spezies enthüllt:
Einst war der Mars von vielen Lebewesen und einer hochentwickelten Zivilisation bevölkert, bis der Einschlag eines Asteroiden das Ökosystem des Mars zerstörte; die Marsianer flohen in Raumschiffen und hinterließen in den Urmeeren der Erde genetische Proben ihrer eigenen Welt. So entwickelte sich eine vielfältige Flora und Fauna, aus der schließlich die Menschen hervorgingen. Das Gesicht wurde auf dem sterbenden Mars zurückgelassen, damit diese eines Tages wieder mit ihren Vorfahren in Kontakt treten könnten.
Jim McConnell tut genau das: Er reist mit einem bereitgehaltenen Sternenschiff den Marsianern hinterher, um seinen und Maggies Traum vom Kontakt zu anderen intelligenten Wesen zu verwirklichen. Die anderen machen sich auf den Heimweg und beobachten, wie ihn sein Schiff in eine ferne Galaxie trägt.

## Kritiken
- Das Lexikon des internationalen Films kritisierte das „derivative und wenig fesselnde Drehbuch“.[1]
- 2018 bewertet TV Spielfilm den Film als „dramaturgischen Irrläufer ins All“, der „kaltschnäuzig“ Elemente vom Kubrick-Klassiker „2001: Odyssee im Weltraum“ „geplündert“ hat.[2]
- Jeffrey Westhoff schrieb am 3. September 2002 im Northwest Herald: „Wenn Brian De Palmas Film Mission to Mars ein Buch wäre, so hätte es einen gelben Umschlag und den Titel 2001 für Dummys.“

## Hintergrund

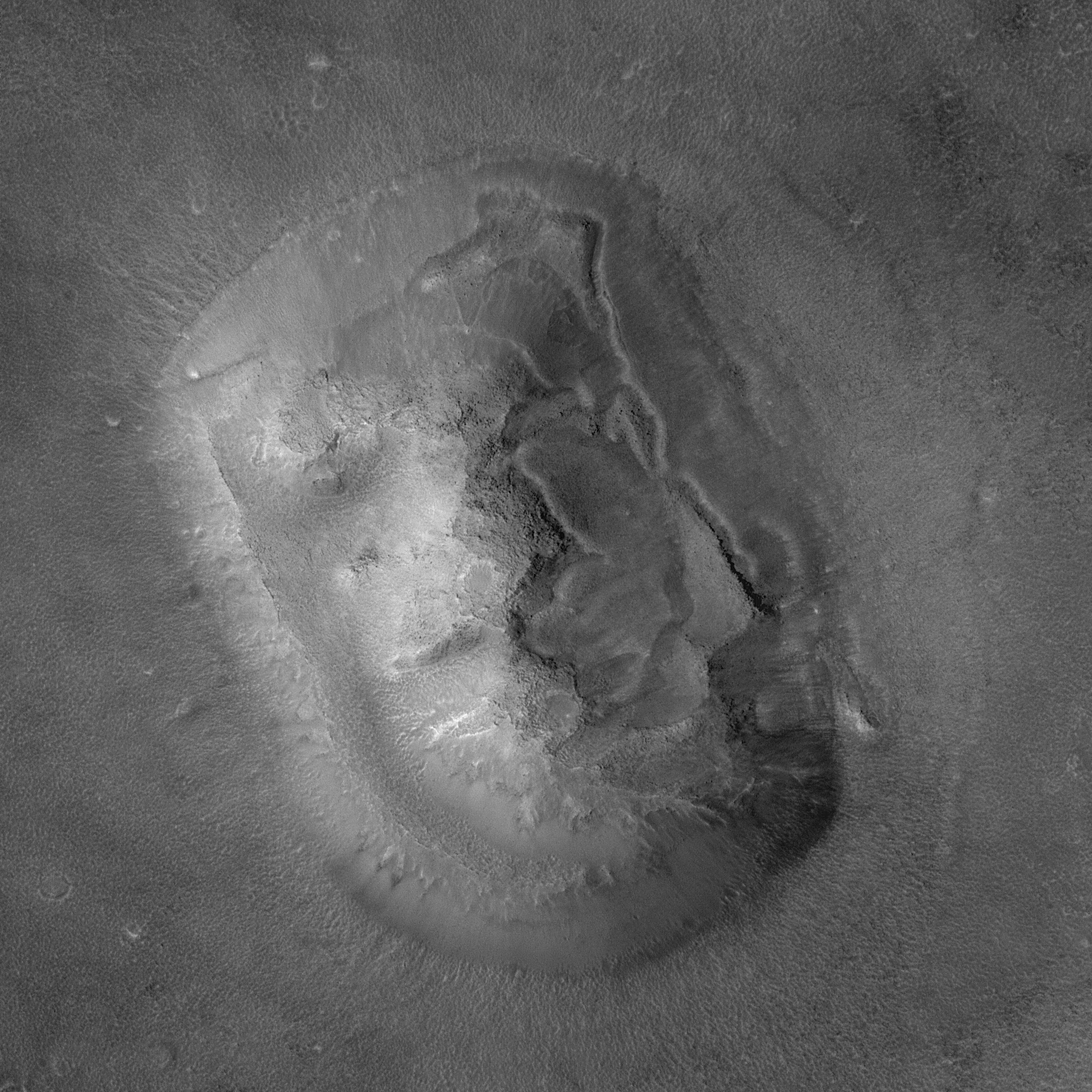
Das berühmte Marsgesicht

- Das Marsgesicht der Cydonia-Region wurde kurz nach der Veröffentlichung des Films auf hochauflösenden Satellitenfotos als eine natürliche geologische Formation identifiziert, die bei genauerer Betrachtung nur noch wenig Ähnlichkeit mit einem menschlichen Gesicht hat.
- Ein visueller Gag ist in die Ankunft des Raumschiffs beim Mars eingebaut: Der Planet, der runde Teil des Schiffes und eine Satellitenschüssel formen den weltberühmten „Micky Maus“-Kopf, das Markenzeichen der für die Produktion verantwortlichen Disney-Studios. Diese haben den Film auch zu einer gleichnamigen Attraktion in ihren Freizeitparks verarbeitet.
- Parallel zu Brian De Palma brachte Regisseur Antony Hoffman den Film Red Planet über eine erste bemannte Marsmission in die Kinos. Red Planet war dabei mehr ein Actionfilm als eine Utopie. Dennoch konkurrierten beide Filme um die Zuschauer. Ironischerweise war keiner von beiden ein Erfolg an den Kinokassen, wodurch das Thema „Mars“, auch aufgrund weiterer Produktionen wie Ghosts of Mars und Species II, in Hollywood als Kassengift abgestempelt wurde, wohingegen Der Marsianer mit Einnahmen von über 630 Millionen US-Dollar 2015 bewiesen hat, dass es nicht am Thema Mars gelegen haben kann.
- Eine weitere Parallele zu Red Planet besteht in den Namen der Raumschiffe. Diese heißen in beiden Filmen Mars One.
- Die auf dem Boden des Marsraumschiffs sichtbaren sieben weißen Ringe, die sich jeweils in die Positionen vertikal und horizontal zum Fußboden drehen, stellen einen binären Zähler dar, jeder Ring repräsentiert dabei ein Bit. Beginnend mit der Sequenz „alle vertikal“ (entsprechend sieben Nullen) beginnt der Zähler zu zählen. Dabei blickt der Zuschauer verkehrt herum auf die Bitfolge, da das am wenigsten signifikante Bit (der am häufigsten drehende Ring) am linken Ende im Bild ist, das Binärsystem jedoch von rechts zählt. Eine aus sieben Stellen bestehende binäre Zahl kann 128 Werte annehmen.
- Die Dreharbeiten erfolgten für die Darstellung der kahlen Oberfläche des Mars wie bei Red Planet in Jordanien sowie Ontario, Kanada, und teilweise in den Mels-du-Cinéma-Filmstudios.
- Es sind Parallelen zum Film 2001: Odyssee im Weltraum zu finden, zum Beispiel im Design der beiden Raumschiffe.
- Im Film treten Tim Robbins und Gary Sinise als Hauptdarsteller auf, was für die deutsche Synchronisation eine Herausforderung darstellte, da Tobias Meister der Stammsprecher beider Schauspieler ist. Meister sprach daraufhin Sinise, während Robbins von Stefan Fredrich gesprochen wird, der wiederum eigentlich der Stammsprecher von Jim Carrey ist.